# جورج ريبلي بليس
جورج ريبلي بليس (بالإنجليزية: George Ripley Bliss)‏ هو أكاديمي أمريكي، ولد في 20 يونيو 1816 في Sherburne, New York ‏ في الولايات المتحدة، وتوفي في 21 مارس 1893.